# Hélène Baillargeon
Hélène Baillargeon-Côté, née à Saint-Martin-de-Beauce le 28 août 1916 et morte à Montréal le 25 septembre 1997, est une folkloriste, chanteuse et actrice canadienne. Elle se produit en anglais et français.

## Biographie
Elle étudie le chant à Québec  de 1935 à 1938, à New York avec Franz Rupp de 1939 à 1940, puis à Montréal de 1940 à 1944 avec Alfred La Liberté (1882-1952). Celui-ci l'initie aussi au chant folklorique. 
Elle épouse, le 24 juin 1944, André Côté, un avocat de la couronne à Montréal.
Elle effectue ensuite des recherches avec le folkloriste originaire (lui aussi) de la Beauce québécoise, Marius Barbeau, au Musée national de l'Homme (devenu le Musée canadien de l'histoire), à Ottawa (de 1950 à 1955).
Elle est chanteuse et hôtesse pour la radio et la télévision de Radio-Canada sur les deux réseaux de la SRC (français et anglais) : « Le Réveil rural » (1951-1955), « Songs de Chez nous » avec Alan Mills (de 1952 à 1955. Elle joue aussi dans le téléroman Cap-aux-sorciers (de 1955 à 1958), mais elle ne délaisse pas pour autant le folklore. Elle participe à plusieurs congrès internationaux de folklore (Roumanie, 1959; Québec, 1961; Tchécoslovaquie, 1962), et elle enregistre plusieurs disques dans les années 1950. 
Elle anime pendant près de 14 ans l'émission pour enfants Chez Hélène, produite au studio montréalais de CBC : cette émission enseigne le français aux anglophones (du 26 novembre 1959 au 25 mai 1973).
« Pour sa contribution à la diffusion du folklore canadien-français ainsi que de la langue française surtout chez les jeunes », elle est investi en 1973 de l'Ordre du Canada.
De 1974 à 1984, elle est juge à la Cour de la citoyenneté canadienne.
En 1990, elle fait don de ses documents à l'Université de Montréal, qui les conserve dans le Fonds Hélène-Baillargeon.

## Discographie
- French Canadian Folk Songs - des 33 tours  (1953, RCI 97; 1954, RCI 98)
- Songs of Chez Hélène (Dom No 48008).
- Chants de Noël du Canada français / Christmas Carols of French Canada (1956, Folk. FC-7229)
- Chantons un peu (Dom No 48003)
- Plusieurs autres albums avec Alan Mills

## Honneurs
- 1973 -  Membre de l'Ordre du Canada
- 1998 - Le prix Hélène-Baillargeon - Interprétation est fondé et décerné (ainsi que subséquemment) par la Société du patrimoine d'expression du Québec[5]